# Tatort: Kolportage
Kolportage ist ein österreichischer Fernsehkrimi aus dem Jahr 1996. Das Drehbuch schrieb Peter Zingler, basierend auf der Studie Die Situation der Zeitungskolporteure von Dr. Roman Hummel aus dem Jahr 1992, Regie führte Hans Noever. Es war die insgesamt 333. Tatort-Folge und der neunte und letzte Fall von Oberinspektor Fichtl (Michael Janisch) als Hauptermittler, allerdings waren von dessen neun Folgen nur acht Folgen der offiziellen Tatort-Reihe, sein erster Fall war eine Tatort-Folge des ORF, die nur in Österreich erstausgestrahlt und in Deutschland nur einmal im Hessischen Rundfunk im Fernsehen gezeigt wurde. Fichtl und sein Team haben es mit dem Tod von zwei Zeitungskolporteuren aus Pakistan und der Ausbeutung dieser Menschen sowie mit Menschenhandel zu tun.

## Handlung
In Wien wird auf offener Straße der pakistanische Zeitungsstraßenverkäufer Sahi scheinbar durch einen Unfall mit Fahrerflucht getötet. Die Polizei ermittelt, dass das von Zeugen notierte Kennzeichen des Unfallwagens eventuell gefälscht war. Fichtl informiert mal wieder seinen Informanten Fredi Pöckl, um ein mögliches Motiv zu erforschen. Fichtl und Kern sehen sich im Asylbewerberheim um, in dem Sahi gelebt hat und in dem auch die anderen Verkäufer untergebracht sind. Dort erfahren sie, dass Sahi eine Art Vorarbeiter war, der die anderen Verkäufer gegen Tiegelmann,  deren Chef, aufgewiegelt hatte. Sie dürfen als „Selbstständige“ trotz Asylbewerberstatus arbeiten. Dort erfahren sie auch von der Deutschlehrerin der Flüchtlinge, Ingrid Teschke, mit ihr war Sahi seit Kurzem verheiratet. Als Fichtl die Wohnung von Frau Teschke aufsucht, findet er diese aufgebrochen und durchwühlt vor. Kern trifft unterdessen bei den Pakistanis auf eine Mauer des Schweigens. Als Fichtl ins Präsidium zurückkehrt, wartet dort Ingrid Teschke auf ihn, sie ist soeben aus Pakistan zurückgekehrt und hat vom Tod ihres Mannes erfahren, vom Einbruch in ihrer Wohnung weiß sie noch nichts. Sie sagt aus, dass ihr Mann von Gerhard Tiegelmann ermordet wurde. Sie hat in Pakistan über Tiegelmanns Menschenhandel recherchiert. Er werbe dort Pakistanis an, die er dann als billige Arbeitskräfte nach Österreich schmuggele. Über falsch übersetzte Arbeitsverträge versklave er dann die Menschen.
Kern sucht unterdessen Wadlazek, den Inhaber des originalen Autokennzeichens des Unfallwagens, auf. Dieser ist mittlerweile verstorben, seine Witwe hatte den alten Wagen nach dem Tod ihres Mannes an einen Schrotthändler verkauft. Ingrid Teschke berichtet Fichtl und Kern weiterhin, dass auch Sahis Bruder vier Wochen zuvor in Linz auf die gleiche Weise wie jetzt Sahi ermordet wurde. Während Tiegelmann erfährt, dass aus seinem Büro in Pakistan über einhundert Originalverträge gestohlen wurden, fahren Fichtl und Kern nach Linz, um den angeblichen Unfalltod von Sahis Bruder zu untersuchen. Die dortigen Kollegen vermuten, dass der Mann von einem betrunkenen Jugendlichen mit einem gestohlenen Wagen überfahren wurde. Sahis Bruder war einige Wochen zuvor von Tiegelmann gekündigt worden, jedoch hatte er ihn vor der bevorstehenden Abschiebung wieder eingestellt. Kern erfährt kurz darauf von Frau Waldazek, dass der Schrotthändler, an den sie den Wagen verkauft hatte, Tiegelmanns Mitarbeiter Josef Prybilla ist. Kern befragt ihren Onkel Justus, der ein hochrangiger Beamter im Innenministerium ist, nach Tiegelmann, den er persönlich kennt, doch Justus kann nichts Schlechtes über Tiegelmann sagen. Teschke erzählt Fichtl unterdessen, dass sie glaubt, dass Tiegelmanns Handlanger Prybilla Sahi getötet hat, und berichtet ihm, dass dessen Familie einen Autofriedhof in Linz besitze.
Fichtl und Kern suchen die Autoverwertung Prybilla auf, dort erfahren sie, dass der Unfallwagen von Frau Prybilla vor drei Tagen als gestohlen gemeldet wurde. Fichtl lässt den Schrottplatz überwachen, während Ingrid Teschke Tiegelmann mit Kopien der Arbeitsverträge unter Druck setzt. Fichtl sucht Tiegelmann auf, dieser spielt sich als Wohltäter für Pakistanis auf, über den Mordverdacht Fichtls lacht er nur. Fichtl erfährt darüber, dass Ingrid ein paar Tage früher aus Pakistan zurückgekehrt ist, als sie ihm gegenüber ausgesagt hatte. Sie kündigt Fichtl gegenüber an, Tiegelmann im Alleingang zu überführen. Fredi Pöckl kann seinem Freund Fichtl derweil aus Tiegelmanns Tresor die Genehmigung des Innenministeriums besorgen, nach der Tiegelmann die Pakistanis in Österreich beschäftigen durfte. Das Dokument ist unterschrieben von Kerns Onkel Justus. Dr. Putner warnt Fichtl, mit seinen Ermittlungen nicht zu weit zu gehen, Tiegelmann habe Einfluss. Dieser trifft sich unterdessen mit Ingrid Teschke. Inspektorin Kern erfährt, nunmehr in Begleitung einer Frau der pakistanischen Gemeinde, von den Flüchtlingen, dass es in Linz wenige Wochen zuvor einen Streik der Kolporteure gegeben habe, finanziert von Ingrid Teschke. Tiegelmann hatte Sahis Bruder daraufhin entlassen, aber mit dem Versprechen besserer Arbeitsbedingungen wieder eingestellt. Er wurde an seinem ersten Arbeitstag nach der Wiedereinstellung umgebracht. Daraufhin hatten die anderen nie wieder einen Streik gewagt. Die Linzer Polizei kann auf dem Schrottplatz der Prybillas den Unfallwagen, mit dem Sahis Bruder getötet wurde, sicherstellen. In Wien bereiten Fichtl und seine Kollegen mithilfe Ingrid Teschkes eine Falle für Tiegelmann vor. Er hat sich auf eine Erpressung durch Teschke eingelassen. Aufgrund von Kerns Ermittlungen kann bei Linz der Wiener Unfallwagen aus einer Kiesgrube gezogen werden. Da die Kiesgrube in unmittelbarer Nähe ihres Elternhauses liegt, ist klar, dass Ingrid Teschke den Unfallwagen dort versenkt hatte.
Am Übergabeort, an dem Teschke unter engmaschiger Beobachtung der Polizei als Lockvogel wartet, taucht Prybilla mit seinem Bruder auf und will Teschke überfahren, allerdings wird sie von einem Polizeibeamten gerettet, Prybilla und sein Bruder werden festgenommen. Fichtl konfrontiert Ingrid Teschke mit seinen Erkenntnissen. Sie gibt zu, ihren Mann getötet zu haben, da sie in Pakistan erfahren hatte, dass er verheiratet ist und fünf Kinder hat. Als sie ihm nach seiner Rückkehr Vorhaltungen gemacht hatte, hatte er nur entgegnet, dass er als Muslim mehrere Frauen haben dürfe. Sie hat ihn überfahren, weil sie sich von ihm gedemütigt gefühlt hatte. Fichtl nimmt sie fest, verspricht ihr aber, Tiegelmann zur Strecke zu bringen. Fichtl nimmt sich Prybillas Bruder vor, der schließlich zugibt, dass er und sein Bruder von Tiegelmann zur Tötung Sahis Bruders und der versuchten Tötung an Ingrid Teschke beauftragt wurden, gemeinsam mit Kern sucht Fichtl diesen auf und nimmt ihn fest.

## Einschaltquoten und Hintergrund
Der Tatort Kolportage erreichte bei seiner Erstausstrahlung in der ARD 6,21 Mio. Zuschauer, was einer Quote von 19,0 % entsprach. Drehbuchautor Peter Zingler spielt hier wiederum eine Nebenrolle als Einbrecher Fredi Pöckl.

## Kritik
TV Spielfilm bewertete den „realistisch-brutalen Krimi ohne Schmäh“ positiv und kommentierte: „Harte Realität in trügerischer Heurigenseligkeit“.